# L. S. Lowry
L. S. Lowry, nome completo Laurence Stephen Lowry (Stretford, 1º novembre 1887 – 23 febbraio 1976), è stato un pittore britannico.

## Biografia
Molti dei suoi disegni e dipinti ritraggono Salford e le aree circostanti, tra cui Pendlebury, dove visse e lavorò per più di quaranta anni.
Lowry è famoso per i ritratti di scene di vita nei distretti industriali dell'Inghilterra settentrionale durante i primi anni del XX secolo. Ebbe uno stile distintivo di pittura ed è meglio conosciuto per i ritratti di persone di periferia.
A causa del suo uso di figure stilizzate e delle particolarità dei suoi dipinti è a volte definito come un pittore naïf, sebbene non è in tale sezione che viene posto nelle gallerie retrospettive sui suoi lavori.
Una gran collezione del lavoro di Lowry è in mostra permanente nella galleria d'arte situata nei "Salford Quays", appropriatamente definita "The Lowry".
Nel 1987 viene girato il film tv A Simple Man di Christopher Gable e Gillian Lynne sulla sua figura. 
Nel 2019 viene presentato il film Mrs Lowry & Son di Adrian Noble interpretato da Timothy Spall e Vanessa Redgrave, incentrato sul rapporto madre-figlio.

## Nella cultura di massa
- 2019 - esce il film Mrs Lowry & Son diretto da Adrian Noble[1]